# Buffalo Bills 1978
La stagione 1978 dei Buffalo Bills è stata la nona della franchigia nella National Football League, la 19ª complessiva. Con Chuck Knox come nuovo capo-allenatore la squadra ebbe un record di 5-11, classificandosi quarta nella AFC East Division e mancando l'accesso ai playoff per il quarto anno consecutivo.
Questa fu la prima stagione per Buffalo senza la sua stella O.J. Simpson, scambiato con i San Francisco 49ers per cinque scelte del draft.
La difesa dei Bills del 1978 concesse un record di 3.228 yard su corsa; anche i 677 tentativi di corsa che la squadra affrontò furono un record. Anche la difesa sui passaggi fu la peggiore della lega, concedendo 1.960 yard.

## Roster
| Roster dei Buffalo Bills nel 1978 |
| --- |
| Quarterback - 12 Joe Ferguson - 10 Dave Mays - 9 Bill Munson Running Back - 47 Curtis Brown FB - 35 Mike Collier - 25 Roland Hooks - 40 Terry Miller - 23 Steve Powell Wide Receiver - 81 Bob Chandler - 82 Frank Lewis - 89 Lou Piccone - 49 Larry Walton - 86 Leonard Willis Tight End - 84 Mike Franckowiak - 88 Reuben Gant - 39 Dennis Johnson FB Offensive Linemen - 60 Bill Adams G - 68 Joe DeLamielleure G - 70 Joe Devlin T - 79 Elbert Drungo T - 53 Will Grant C - 72 Ken Jones T - 67 Reggie McKenzie G - 61 Willie Parker C Defensive Linemen - 85 Phil Dokes DT - 74 Dee Hardison DT - 78 Scott Hutchinson DE - 73 Mekeli Ieremia DT - 75 Dennis JohnsonDE - 71 Mike Kadish DT - 83 Sherman White DE - 77 Ben Williams DE Linebacker - 55 Tom Graham - 51 Dan Jilek - 52 Merv Krakau - 54 Randy McClanahan - 59 Shane Nelson - 57 Lucius Sanford Defensive Back - 29 Mario Clark CB - 22 Steve Freeman SS - 43 Tony Greene FS - 24 Doug Jones SS - 41 Eddie McMillan CB - 46 Keith Moody CB/KR/PR - 26 Charles Romes CB - 21 Marvin Switzer FS Special Team - 6 Tom Dempsey K - 4 Rusty Jackson P |
| Legenda - I rookie sono in corsivo. - Il primo ruolo è il principale mentre gli eventuali successivi indicano i ruoli secondari. - (IR) sta per Injured Reserve ed indica la lista ristretta per un solo giocatore infortunato che può tornare ad allenarsi dopo la settimana 6 e a rientrare in prima squadra dopo che questa ha giocato 8 partite. - (NF-Inj.) / (NF-Ill.) stanno rispettivamente per Non-Football Injured e Non-Football Illness ed indicano le liste dove viene inserito un giocatore che ha un infortunio o una malattia non dipendente dal football americano. - (PUP) sta per Physically Unable to Perform ed indica la lista dove viene inserito un giocatore mentre è in attesa di recuperare la condizione fisica. Nella stagione regolare dopo la sesta partita giocata dalla propria squadra, il giocatore ha tempo tre settimane per riprendere ad allenarsi, più tre settimane aggiuntive dal suo rientro agli allenamenti per rientrare in prima squadra. |

Fonte:

## Calendario
| Stagione regolare |                   |                         |           |          |
| Turno             | Data              | Avversario              | Risultato | Pubblico |
| 1                 | 3 settembre 1978  | Pittsburgh Steelers     | S 28–17   | 64,147   |
| 2                 | 10 settembre 1978 | New York Jets           | S 21–20   | 40,985   |
| 3                 | 17 settembre 1978 | at Miami Dolphins       | S 31–24   | 48,373   |
| 4                 | 24 settembre 1978 | Baltimore Colts         | V 24–17   | 55,270   |
| 5                 | 1º ottobre 1978   | Kansas City Chiefs      | V 28–13   | 47,310   |
| 6                 | 8 ottobre 1978    | at New York Jets        | S 45–14   | 44,545   |
| 7                 | 15 ottobre 1978   | at Houston Oilers       | S 17–10   | 47,727   |
| 8                 | 22 ottobre 1978   | Cincinnati Bengals      | V 5–0     | 47,754   |
| 9                 | 29 ottobre 1978   | at Cleveland Browns     | S 41–20   | 51,409   |
| 10                | 5 novembre 1978   | New England Patriots    | S 14–10   | 44,897   |
| 11                | 12 novembre 1978  | Miami Dolphins          | S 25–24   | 48,623   |
| 12                | 19 novembre 1978  | at Tampa Bay Buccaneers | S 31–10   | 61,383   |
| 13                | 26 novembre 1978  | New York Giants         | V 41–17   | 28,496   |
| 14                | 3 dicembre 1978   | at Kansas City Chiefs   | S 14–10   | 25,781   |
| 15                | 10 dicembre 1978  | at New England Patriots | S 26–24   | 59,598   |
| 16                | 17 dicembre 1978  | at Baltimore Colts      | V 21–14   | 25,415   |

## Classifiche
| AFC East                |    |    |   |      |     |      |     |     |     |
|                         | V  | S  | P | %    | DIV | CONF | PF  | PS  | STR |
| New England Patriots(2) | 11 | 5  | 0 | .688 | 6–2 | 9–3  | 358 | 286 | S1  |
| Miami Dolphins(4)       | 11 | 5  | 0 | .688 | 5–3 | 8–4  | 372 | 254 | V3  |
| New York Jets           | 8  | 8  | 0 | .500 | 6–2 | 7–5  | 359 | 364 | S2  |
| Buffalo Bills           | 5  | 11 | 0 | .313 | 2–6 | 4–10 | 302 | 354 | V1  |
| Baltimore Colts         | 5  | 11 | 0 | .313 | 1–7 | 3–9  | 240 | 421 | S5  |